# Hamarkameratene
Hamarkameratene, skrótowo Ham-Kam – norweski klub piłkarski założony w 1918. Początkowo klub funkcjonował pod nazwą Freidig. Klub gra na stadionie Briskeby Gressbane w Hamar.

## Sukcesy
- Eliteserien
  - wicemistrzostwo (1): 1970
- Puchar Norwegii
  - półfinał (6): 1969, 1970, 1971, 1973, 1987, 1989

## Strony klubowe
- Oficjalna strona internetowa klubu (norw.)
- Strona kibiców (wersja archiwalna)